# 聖巴拉斯教堂 (薩格勒布)

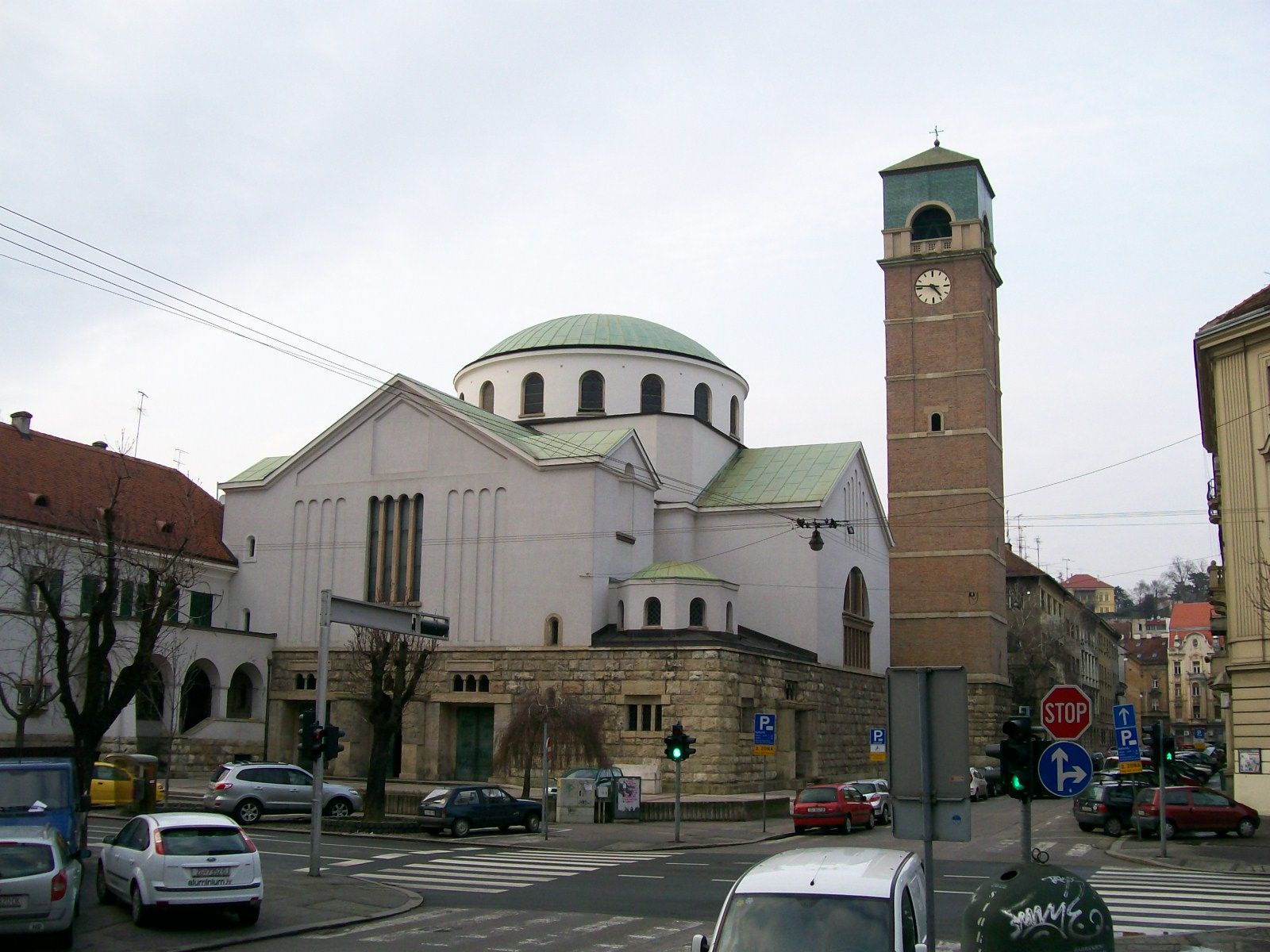
東儀天主教聖西里爾與美多德主教座堂

聖巴拉斯教堂是克羅埃西亞首都薩格勒布的一座天主教的教堂，位於薩格勒布市中心。這座教堂奉獻給聖巴拉斯，設計者是克羅埃西亞人建築家Viktor Kovačić。教堂以其的穹頂而著稱。

## 外部連結
维基共享资源上的相關多媒體資源：聖巴拉斯教堂
- http://www.svblaz.hr/ （页面存档备份，存于）